# Cirkus Arli
Cirkus Arli er et dansk omrejsende cirkus, der turnerer på Sjælland. Det blev etableret i 1970, og har vinterkvarter i København. Cirkus Arli har et to-masters telt med plads til 220 tilskuere (2016).

## Historie
Søren Arli Hansen (1935-2011) var uddannet som maler, men han blev træt af at male, så sammen med sin hustru Lotte (født Engelbrecht), skabte han et komisk jonglørnummer, Lott and Arli, hvor Søren var jonglør på slap line. Desuden havde de et tankelæsnings nummer, hvori Lotte blev kaldt Madame Zarina. Parret optrådte i en årrække hos hos blandt andre Cirkus Moreno og Cirkus Arena. Yderligere optrådte Søren som hvid klovn, senere omtalt som en de bedste i landet. Det var imidlertid en drengedrøm for Søren Arli at få sit eget cirkus, så sammen med Lotte syede han en vinter et lille et-masters cirkustelt i deres lille københavnerlejlighed. De var meget spændt på om det hele passede sammen, når teltet kom ud af lejligheden – det gjorde det. Søren byggede også selv bænkerækker, manege, og ridegang. I 1970 kunne de så åbne deres eget Cirkus Arli, hvor man de to første sæsoner spillede fast i Jyllands Mini Zoo ved Herning. Hele personalet bestod af familien, det vil sige Lotte og Søren, samt sønnen Martin (født 1960), der var 10-11 år gammel. Man spillede flere forestillinger dagligt og entréen var to kroner.
I 1972 fik Tv-produceren Kurt Møller Madsen, der producerede adskillige cirkus-udsendelser for DR, øje på det lille foretagende, hvilket resulterede i en Tv-præsentation den 2. oktober 1972, samtidig med danskerne skulle vælge om de ville være med i EF. Cirkus Arli blev pludselig landskendt, så familien mente det var på tide, at Cirkus Arli rykkede ud på de danske landeveje. Staben blev forøget med et udenlandsk artistnummer, samt heste og geder. Publikum blev hurtigt fortrolige med den lille cirkus, der i 1975 kunne udvide personalet med musikdirektør Anton, som spillede trommer til indspillet musik.
I 1983 blev familien forøget med Bettina, der blev gift med Martin, og i 1987 fik de sønnen Alexander, der begyndte at optræde allerede som 2-årig. I 1994 modtog Alexander Simon Spies Fondens artistpris, i 1999 medvirkede han i Lars von Triers film, Dancer in the dark, og i 2016 modtog han Den Danske Cirkuspris' særlige talentpris.
Den 12. Januar, 2011 døde Søren Arli, kort efter cirkus' 40-års jubilæums-sæson, og roret blev derved overladt til familien, der sammen driver cirkus videre. Siden 2014 driver Bettina & Martin Arli tillige H.C. Andersens Julemarked, der startede på Kultorvet i København. I 2016 flyttede markedet til Axeltorv, foran Cirkusbygningen. I 2017 findes julemarkedet på Nytorv. I 2016 blev Martin Arli valgt som formand for Cirkusdirektørforeningen, de Danske cirkus' brancheforening.

## Fotogalleri
- Cirkusdirektør og grundlægger, Søren Arli (juli 2006)
- Søren og Martin Arli som henholdsvis hvid klovn og Auguste (Raageleje 2006)